# Tom Dempsey
Thomas Dempsey (Milwaukee, 12 de janeiro de 1947 – Nova Orleães, 4 de abril de 2020), foi um jogador de futebol americano estadunidense, que atuava na posição de kicker na NFL.

## Biografia
Dempsey é mais conhecido por ter chutado um field goal de 63 jardas, dando a vitória ao seu time (na época o New Orleans Saints) contra o Detroit Lions em um jogo da Temporada de 1970 da NFL. Essa marca foi igualada por Jason Elam, Sebastian Janikowski e David Akers anos depois, uma jarda a menos que o recorde de chute mais longo (64 jardas de Matt Prater). Dempsey nasceu sem dedos no pé direito e sem o braço direito. Ele usava um sapato modificado com uma superfície achatada e alargada no lugar dos dedos. Uma polêmica foi gerada sobre se tal calçado dava uma vantagem injusta ao chutador. Quando os repórteres lhe perguntavam se ele achava injusto, ele dizia: "Injusto, hein? Que tal você tentar chutar um field goal de 63 jardas para vencer uma partida restando 2 segundos usando um sapato quadrado e, claro, sem os dedos dos pés também?" Em 1977, a NFL adicionou uma regra, informalmente conhecida como a "Tom Dempsey Rule" (Regra de Tom Dempsey), onde "qualquer sapato usado por um jogador com um membro artificial em sua perna deve ter uma superfície de chute em conformidade com a de uma chuteira normal".
Morreu no dia 4 de abril de 2020, aos 73 anos, em decorrência da COVID-19.